# Peter O'Brien (acteur)
Pour les articles homonymes, voir Peter O'Brien.
Peter O'Brien est un acteur australien, né le 25 mars 1960 à Murray Bridge (Australie-Méridionale).

## Biographie
O'Brien est né à Murray Bridge en Australie-Méridionale. Peter a commencé sa carrière comme professeur au Mercedes College, une université catholique privé, à Springfield en Australie-Méridionale. Parallèlement, il participe à une série télévisée australienne dans les années 1980. Il joue aussi un rôle régulier dans le soap opera Starting Out (1983) et apparaît en tant qu'invité dans la série Carson's Law (1983) suivie par une apparition brève dans Prisoner en 1984.
En 2009, il est apparu dans le deuxième épisode spécial de Doctor Who : La Conquête de Mars
Peter O'Brien est marié avec l'actrice Miranda Otto avec qui il a une fille, Darcey née le 1er avril 2005.

## Filmographie
(septembre 2023).
- 1983 : Starting Out (série télévisée) : Craig Holt
- 1983 : Carson's Law (série télévisée)
- 1985 : The Henderson Kids (série télévisée) : Sudds
- 1985 : Les Voisins (Neighbours) (série télévisée) : Shane Ramsay (1985-1987)
- 1986 : The Flying Doctors (série télévisée) : Sam Patterson (1987-89)
- 1990 : A Kink in the Picasso : Joe
- 1990 : The Gift (feuilleton TV) : Jack Venn
- 1991 : The Trials of Oz (TV) : Jim Anderson
- 1993 : Law of the Land (série télévisée) : Andy Cochrane (1994-)
- 1994 : Cardiac Arrest (série télévisée) : Mr. Cyril 'Scissors' Smedley (1995-1996)
- 1994 : The All New Alexei Sayle Show (série télévisée) : Doctor in 'Psycho Ward 11' (1995)
- 1996 : Shark Bay (série télévisée)
- 1996 : Michael Collins : Pianist in Restaurant
- 1996 : Hotel de Love : Norman Carey
- 1997 : Spellbinder: Land of the Dragon Lord (feuilleton TV) : Carl Morgan
- 1998 : Entertaining Angels
- 1998 : Day of the Roses (TV) : Boris Osman
- 1998 : Minty (série télévisée) : Ric da Silva
- 1998 : The Violent Earth (feuilleton TV) : Yann Chevalier
- 1999 : Halifax f.p: Swimming with Sharks (TV) : Steve Elliot
- 1999 : See How They Run (en) (série télévisée) : Don Morton / Cassidy
- 1999 : Queer as Folk (Histoires gay) (série télévisée) : Cameron Roberts
- 1999 : Queen Kat, Carmel & St Jude (feuilleton TV)
- 1999 : Sally Marshall Is Not an Alien : David Lawson
- 1999 : Sabrina, Down Under (TV) : Dr. Julian Martin
- 2000 : Shades (feuilleton TV) : Thompson, Freddie
- 2000 : Deceit (TV) : Richard Moreland
- 1994 : Brigade volante (série télévisée) : Glen Vaughan (2000)
- 2001 : The Innocent (TV) : Paul Huntley
- 2002 : The Pact : Roy Folksdale
- 2002 : White Collar Blue (TV) : Det. Sgt. Joe Hill
- 2003 : Le Tueur du vol 816 (Code 11-14) (TV) : Det. McElroy
- 2004 : Through My Eyes (feuilleton TV) : Ian Barker Q.C.
- 2005 : Hell Has Harbour Views (TV) : Tim Sullivan
- 2006 : Rêves et Cauchemars (Nightmares and Dreamscapes: From the Stories of Stephen King) (feuilleton TV) : Keenan (segment The Fifth Quarter)
- 2006 : The Return : Terry Stahl
- 2007: Casualty (TV) : .... Theo 'Stitch' Lambert (5 Épisodes)
  - To love you so
  - Seize the day
  - Walking the line
  - The fires within
  - Lie to me
- 2007: Gossip Girl (TV) : ....Photographe (1 Épisode : Bad News Blair)
- 2008: City Homicide (TV) : .... Warren Endicot (1 Épisode : Guilty as Charged)
- 2009: All Saints (TV) : .... Sam Whittaker (1 Épisode : Out of the Ashes)
- 2009: Rogue Nation (TV) : .... John Stephen Jr. (1 Épisode : Rights of Passage)
- 2009 : X-Men Origins: Wolverine .... John Howlett
- 2009: 30 Seconds (TV) : .... Bill Brooker (5 Épisodes)
  - A Matter of Trust
  - Twenty One Today
  - Invisible Fault Lines
  - Good Clown Bad Clown
  - Be the Tool
- 2009: Doctor Who (TV) : .... Ed Gold (1 Épisode : La Conquête de Mars)

## Doublage
- 2016

Battlefield 1 : .... Frédéric Bishop (récit de guerre)